# Faura (ort)
Faura är en ort i Spanien.   Den ligger i provinsen Província de València och regionen Valencia, i den östra delen av landet, 300 km öster om huvudstaden Madrid. Faura ligger 12 meter över havet och antalet invånare är 2 743.
Terrängen runt Faura är platt åt sydost, men åt nordväst är den kuperad. Havet är nära Faura österut.  Närmaste större samhälle är Sagunto, 4,0 km söder om Faura. 